# Фемения, Франсиско
Франси́ско Фемени́я Фар (исп. Francisco Femenía Far; род. 2 февраля 1991, Санет-и-Негральс) — испанский футболист, защитник клуба «Хетафе».

## Клубная карьера
Воспитанник «Эркулеса» дебютировал за клуб в семнадцатилетнем возрасте. Его дебют состоялся 15 июня 2008 года в матче с «Кадисом», завершившимся вничью. Это был ничего не решающий матч последнего тура Сегунды. Во время сезона 2008/09, Кико сыграл в своём втором матче, опять же в последнем туре, против «Саламанки» (5:1). В межсезонье игрок подписал свой первый профессиональный контракт сроком на пять лет. В следующем сезоне он был основным игроком клуба, усадив на скамейку запасных опытного Франсиско Руфете и проведя почти тысячу минут в Сегунде, внеся свой вклад в выход «Эркулеса» в высшую лигу впервые за тринадцать лет. 28 августа 2010 года Кико дебютировал в Примере в матче против «Атлетика», заменив колумбийца Абеля Агияра. Он действовал неуверенно, а его команда проиграла баскам с минимальным счётом. Кико на протяжении всего сезона помогал «Эркулесу» бороться за выживание, но клуб вылетел из Примеры. 6 июля 2011 года игрок перешёл в «Барселону» за два миллиона евро с дополнительными выплатами. Свой первый гол за «Барселону Б» он забил 4 сентября 2011 года в матче с «Картахеной» (4:0). 28 августа 2013 года перешёл в «Кастилью» на правах свободного агента.

## Карьера в сборной
Кико играл в командах Испании до 18, до 19 и до 20 лет и принял участие на молодёжном чемпионате мира-2011 (до 20 лет).